# Give Me Your Soul...Please
 Give Me Your Soul...Please es un álbum conceptual de King Diamond lanzado el 26 de junio de 2007. El concepto del álbum y arte de la cubierta están basados en una pintura titulada "My Mother's Eyes". El gato negro aparece en el álbum se basa en el propio gato de King, llamado Magic.
En la edición de julio / agosto de la revista británica "Zero Tolerance", King Diamond explica el tema del álbum, siendo una historia de dos niños muertos, asesinados por su padre, relacionando esa historia con él mismo. Comenta que los casos de padres que matan a sus hijos fueron una gran influencia, citando un incidente que ocurrió en Dallas, cuatro días antes de la entrevista. Casualmente,Give Me Your Soul fue lanzado el día después del doble asesinato y suicidio de Chris Benoit.

## Lista de canciones
Todas las letras de King Diamond.
1. "The Dead" - 1:56 (King Diamond)
2. "Never Ending Hill" - 4:36 (King Diamond, Andy LaRocque)
3. "Is Anybody Here?" - 4:12 (King Diamond)
4. "Black of Night" - 4:00 (King Diamond, Andy LaRocque)
5. "Mirror Mirror" - 4:59 (King Diamond)
6. "The Cellar" - 4:30 (King Diamond, Andy LaRocque)
7. "Pictures in Red" - 1:27 (King Diamond, Andy LaRocque)
8. "Give Me Your Soul" - 5:28 (King Diamond, Andy LaRocque)
9. "The Floating Head" - 4:46 (King Diamond, Andy LaRocque)
10. "Cold as Ice" - 4:29 (King Diamond)
11. "Shapes of Black" - 4:22 (King Diamond)
12. "The Girl in the Bloody Dress" - 5:07 (King Diamond)
13. "Moving On" - 4:06 (King Diamond)

## Recepción
La canción "Never Ending Hill", fue nominada para un premio Grammy en 2008, a la Mejor Interpretación de Metal, pero perdió frente a  "Final Six" de Slayer. El álbum alcanzó el puesto # 174 en el Billboard 200. En las listas finlandesas alcanzó el puesto # 25 y en las listas suecas el puesto # 28).

## Personal
- King Diamond - Vocales, Teclados
- Andy LaRocque - Guitarras, Teclados
- Mike Wead - Guitarras
- Hal Patino - Bajo
- Matt Thompson - Batería
- Livia Zita - Vocales adicionales

- Datos: Q1756803